# モッコク科
モッコク科（モッコクか、学名: Pentaphylacaceae）またはサカキ科は、被子植物の分類群の一種。科の階級に位置する。ペンタフィラクス科ともいう。
伝統的分類体系（新エングラー体系、クロンキスト体系など）ではツバキ科のモッコク亜科 (Ternstroemioideae) としていた。ツバキ亜科とは花粉、葯、果実などの形態が異なる。系統的にツバキ科と異なることが明らかになったため、APG IIでは独立の科としても、Pentaphylacaceae に含めてもよいとした。APG IIIでは共通点が多いことから Pentaphylacaceae の範囲を拡げてこれに含め、Ternstroemiaceae の名前は使わない。連の階級に置かれたモッコク連 Ternstroemieae の名前はあるが、ヒサカキ等を含まない。

## 形態・生態
常緑木本。
葉は互生。
花は両性または単性で、萼片と花弁は5、雄蕊は5ないし多数あり、多くは子房上位で、葉腋に単生する。
果実は閉果または液果。

## 分布
熱帯・亜熱帯と温帯の一部、中米から南米とアジアに多く分布する。日本には4属10種ほどが自生する。

## 下位分類
12属に337種が属する。
- Pentaphylaceae - 1属1種
  - Pentaphylax euryoides
- モッコク連 Ternstroemieae - 2属103種
  - Anneslea
  - モッコク属 Ternstroemia - モッコク
- Freziereae - 9属233種
  - ナガエサカキ属 Adinandra
  - Archboldiodendron
  - Balthasaria
  - サカキ属 Cleyera - サカキ
  - ヒサカキ属 Eurya - ヒサカキ、ハマヒサカキ
  - Freziera
  - Killipiodendron
  - Paranneslea
  - Symplococarpon
  - Ternstroemiopsis
  - Visnea

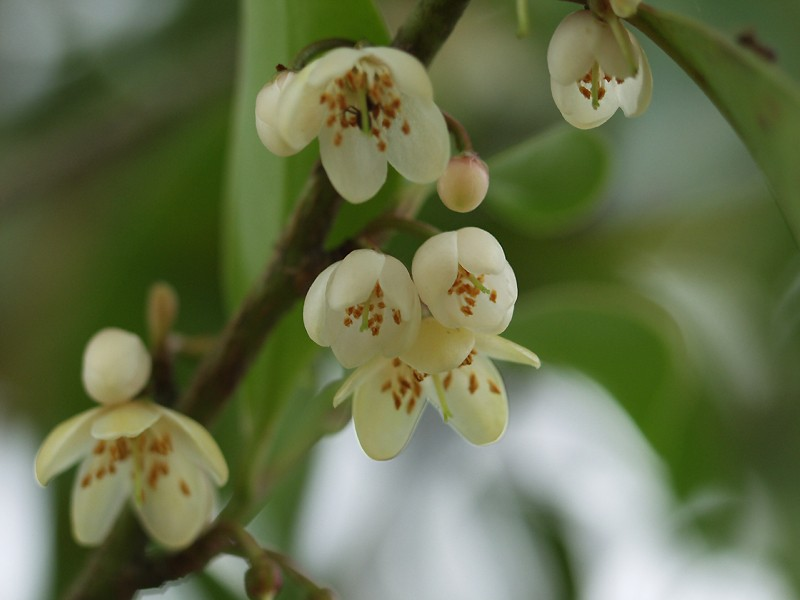
サカキ
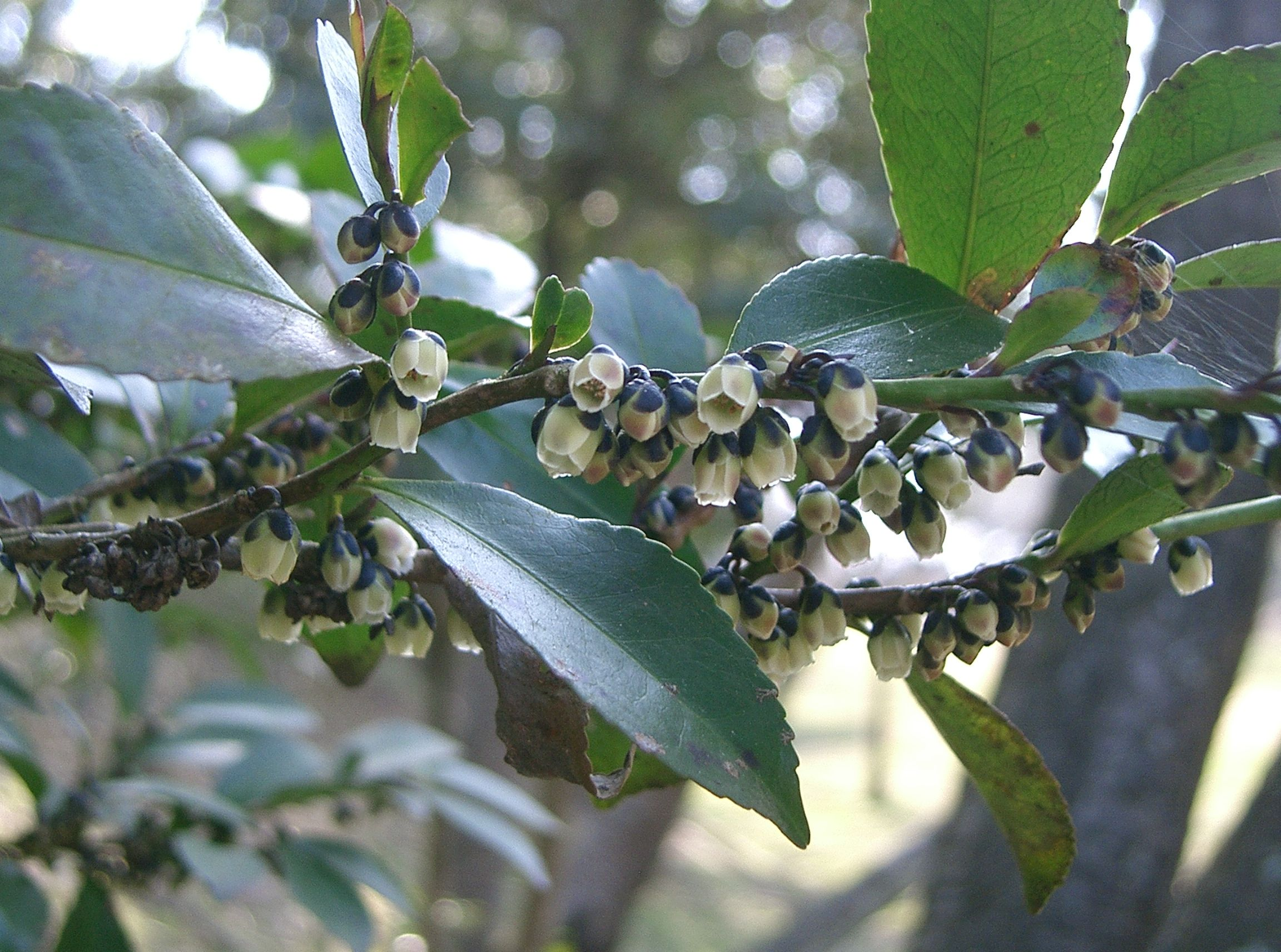
ヒサカキ
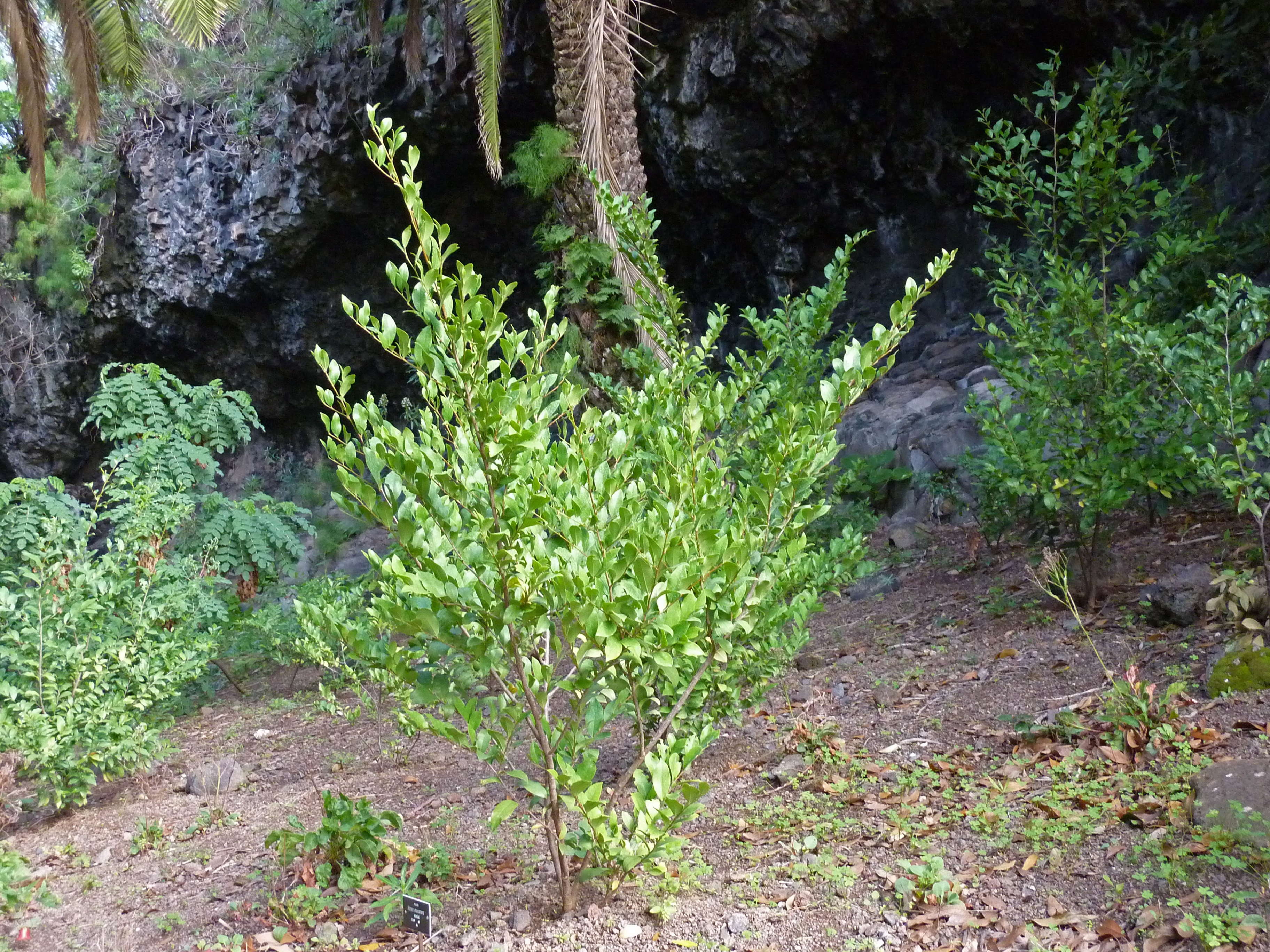
Visnea mocanera（カナリア諸島などに自生）

## 注と出典
1. ↑  "Pentaphylacaceae". Tropicos. Missouri Botanical Garden. 42000090. 2014年4月12日閲覧。
2. ↑  大場秀章編著『植物分類表』アボック社、2009年、176頁。ISBN 978-4-900358-61-4。
3. ↑  林将之『樹木の葉 : 実物スキャンで見分ける1100種類 : 画像検索』山と溪谷社〈山溪ハンディ図鑑〉、2014年、526-529頁。ISBN 978-4-635-07032-4。
4. ↑  米倉浩司; 梶田忠 (2003-). “BG Plant分類体系表示”. 「BG Plants 和名−学名インデックス」（YList）. 2015年4月23日閲覧。
5. ↑  APG II (2003) 論文
6. ↑  APG III (2009) 論文
7. ↑  Stevens (2001 onwards)
8. ↑  Pentaphlylacaceae in apweb